# Banff a Macduff
Skotská města Banff a Macduff (skotskou gaelštinou Banbh/MacDhuibh) leží u pobřeží Severního moře, cca 60 km severně od města Aberdeen a zároveň východně od přístavu Fraserburgh. Obě tato historická města leží velmi blízko u sebe, odděluje je pouze řeka Deveron. Města jsou turisticky atraktivní pro svou historii, golf a okolní přírodu s hnízdišti mnoha mořských ptáků. Je zde malý, původně rybářský přístav, kam často směřují menší turistické lodě.

## Památky
- Duff House – barokní sídlo na jižním okraji Banffu z roku 1735
- St Mary's Kirk – zřícenina středověkého kostela
- Market Arms Bar – nejstarší obývaná budova Banffu z roku 1585